# Юматово (Татарстан)
Юматово — село в Верхнеуслонском районе Татарстана. Входит в состав Бурнашевского сельского поселения.

## География
Находится в западной части Татарстана на расстоянии приблизительно 16 км на запад-юго-запад от районного центра села Верхний Услон у речки Сулица.

## История
Известна с 1565—1567 годов как починок Шигалеево Сулеменево. В 1823 году была построена Преображенская церковь, в 1867 открыта земская школа.

## Население
Постоянных жителей было в 1782 — 160 душ мужского пола, в 1859 — 334, в 1908 — 435, в 1920 — 509, в 1926 — 581, в 1949 — 252, в 1958 — 272, в 1970 — 153, в 1989 — 4. Постоянное население составляло 43 человека (русские 88 %) в 2002 году, 25 — в 2010.